# Thapelo Morena
Thapelo Morena (Randfontein, 6 agosto 1993) è un calciatore sudafricano, centrocampista o difensore del Mamelodi Sundowns e della nazionale sudafricana.

## Statistiche

### Cronologia presenze e reti in nazionale
| Cronologia completa delle presenze e delle reti in nazionale ― Sudafrica | Cronologia completa delle presenze e delle reti in nazionale ― Sudafrica | Cronologia completa delle presenze e delle reti in nazionale ― Sudafrica | Cronologia completa delle presenze e delle reti in nazionale ― Sudafrica | Cronologia completa delle presenze e delle reti in nazionale ― Sudafrica | Cronologia completa delle presenze e delle reti in nazionale ― Sudafrica | Cronologia completa delle presenze e delle reti in nazionale ― Sudafrica | Cronologia completa delle presenze e delle reti in nazionale ― Sudafrica |
| Data                                                                     | Città                                                                    | In casa                                                                  | Risultato                                                                | Ospiti                                                                   | Competizione                                                             | Reti                                                                     | Note                                                                     |
| ------------------------------------------------------------------------ | ------------------------------------------------------------------------ | ------------------------------------------------------------------------ | ------------------------------------------------------------------------ | ------------------------------------------------------------------------ | ------------------------------------------------------------------------ | ------------------------------------------------------------------------ | ------------------------------------------------------------------------ |
| 25-3-2015                                                                | Lobamba                                                                  | eSwatini                                                                 | 1 – 3                                                                    | Sudafrica                                                                | Amichevole                                                               | -                                                                        |                                                                          |
| 14-5-2015                                                                | Maseru                                                                   | Lesotho                                                                  | 0 – 0                                                                    | Sudafrica                                                                | Amichevole                                                               | -                                                                        |                                                                          |
| 22-5-2015                                                                | Mogwase                                                                  | Sudafrica                                                                | 2 – 1                                                                    | Malawi                                                                   | Amichevole                                                               | -                                                                        |                                                                          |
| 24-5-2015                                                                | Saulspoort                                                               | Sudafrica                                                                | 0 – 0 (6 – 7 dtr)                                                        | Botswana                                                                 | COSAFA Cup 2015 - Quarti di finale                                       | -                                                                        |                                                                          |
| 27-5-2015                                                                | Rustenburg                                                               | Sudafrica                                                                | 0 – 0 (4 – 5 dtr)                                                        | Malawi                                                                   | COSAFA Cup 2015 - Semifinale 5º posto                                    | -                                                                        |                                                                          |
| 13-10-2019                                                               | Port Elizabeth                                                           | Sudafrica                                                                | 2 – 1                                                                    | Mali                                                                     | Amichevole                                                               | -                                                                        |                                                                          |
| 14-11-2019                                                               | Cape Coast                                                               | Ghana                                                                    | 2 – 0                                                                    | Sudafrica                                                                | Qual. Coppa d'Africa 2021                                                | -                                                                        | 29’                                                                      |
| 17-11-2019                                                               | Soweto                                                                   | Sudafrica                                                                | 1 – 0                                                                    | Sudan                                                                    | Qual. Coppa d'Africa 2021                                                | -                                                                        |                                                                          |
| 13-11-2020                                                               | Johannesburg                                                             | Sudafrica                                                                | 2 – 0                                                                    | São Tomé e Príncipe                                                      | Qual. Coppa d'Africa 2021                                                | -                                                                        |                                                                          |
| 16-11-2020                                                               | Port Elizabeth                                                           | São Tomé e Príncipe                                                      | 2 – 4                                                                    | Sudafrica                                                                | Qual. Coppa d'Africa 2021                                                | -                                                                        |                                                                          |
| 25-3-2021                                                                | Johannesburg                                                             | Sudafrica                                                                | 1 – 1                                                                    | Ghana                                                                    | Qual. Coppa d'Africa 2021                                                | -                                                                        |                                                                          |
| 28-3-2021                                                                | Omdurman                                                                 | Sudan                                                                    | 2 – 0                                                                    | Sudafrica                                                                | Qual. Coppa d'Africa 2021                                                | -                                                                        | 56’                                                                      |
| 3-9-2021                                                                 | Harare                                                                   | Zimbabwe                                                                 | 0 – 0                                                                    | Sudafrica                                                                | Qual. Mondiali 2022                                                      | -                                                                        |                                                                          |
| 6-9-2021                                                                 | Johannesburg                                                             | Sudafrica                                                                | 1 – 0                                                                    | Ghana                                                                    | Qual. Mondiali 2022                                                      | -                                                                        |                                                                          |
| 24-3-2023                                                                | Soweto                                                                   | Sudafrica                                                                | 2 – 2                                                                    | Liberia                                                                  | Qual. Coppa d'Africa 2023                                                | -                                                                        |                                                                          |
| 29-3-2023                                                                | Monrovia                                                                 | Liberia                                                                  | 1 – 2                                                                    | Sudafrica                                                                | Qual. Coppa d'Africa 2023                                                | -                                                                        |                                                                          |
| 17-6-2023                                                                | Durban                                                                   | Sudafrica                                                                | 2 – 1                                                                    | Marocco                                                                  | Qual. Coppa d'Africa 2023                                                | -                                                                        |                                                                          |
| 10-1-2024                                                                | Pretoria                                                                 | Sudafrica                                                                | 0 – 0                                                                    | Lesotho                                                                  | Amichevole                                                               | -                                                                        | Uscita                                                                   |
| 16-1-2024                                                                | Korhogo                                                                  | Mali                                                                     | 2 – 0                                                                    | Sudafrica                                                                | Coppa d'Africa 2023 - 1º turno                                           | -                                                                        | 87’                                                                      |
| 21-1-2024                                                                | Korhogo                                                                  | Sudafrica                                                                | 4 – 0                                                                    | Namibia                                                                  | Coppa d'Africa 2023 - 1º turno                                           | -                                                                        | 80’                                                                      |
| 24-1-2024                                                                | Korhogo                                                                  | Sudafrica                                                                | 0 – 0                                                                    | Tunisia                                                                  | Coppa d'Africa 2023 - 1º turno                                           | -                                                                        | 67’                                                                      |
| 30-1-2024                                                                | San-Pédro                                                                | Marocco                                                                  | 0 – 2                                                                    | Sudafrica                                                                | Coppa d'Africa 2023 - Ottavi di finale                                   | -                                                                        |                                                                          |
| 3-2-2024                                                                 | Yamoussoukro                                                             | Capo Verde                                                               | 0 – 0 dts (1 – 2 dtr)                                                    | Sudafrica                                                                | Coppa d'Africa 2023 - Quarti di finale                                   | -                                                                        | 63’                                                                      |
| 10-2-2024                                                                | Abidjan                                                                  | Sudafrica                                                                | 0 – 0 (6 – 5 dtr)                                                        | RD del Congo                                                             | Coppa d'Africa 2023 - Finale 3º posto                                    | -                                                                        | 72’                                                                      |
| 21-3-2024                                                                | Annaba                                                                   | Andorra                                                                  | 1 – 1                                                                    | Sudafrica                                                                | Amichevole                                                               | -                                                                        | 62’                                                                      |
| 26-3-2024                                                                | Baraki                                                                   | Algeria                                                                  | 3 – 3                                                                    | Sudafrica                                                                | Amichevole                                                               | -                                                                        | 73’                                                                      |
| 7-6-2024                                                                 | Uyo                                                                      | Nigeria                                                                  | 1 – 1                                                                    | Sudafrica                                                                | Qual. Mondiali 2026                                                      | -                                                                        | 79’                                                                      |
| 11-6-2024                                                                | Bloemfontein                                                             | Sudafrica                                                                | 3 – 1                                                                    | Zimbabwe                                                                 | Qual. Mondiali 2026                                                      | 2                                                                        | 46’                                                                      |
| 6-9-2024                                                                 | Johannesburg                                                             | Sudafrica                                                                | 2 – 2                                                                    | Uganda                                                                   | Qual. Coppa d'Africa 2025                                                | -                                                                        | 62’                                                                      |
| 10-9-2024                                                                | Giuba                                                                    | Sudan del Sud                                                            | 2 – 3                                                                    | Sudafrica                                                                | Qual. Coppa d'Africa 2025                                                | -                                                                        | 72’                                                                      |
| 11-10-2024                                                               | Port Elizabeth                                                           | Sudafrica                                                                | 5 – 0                                                                    | Rep. del Congo                                                           | Qual. Coppa d'Africa 2025                                                | -                                                                        | 82’                                                                      |
| 15-10-2024                                                               | Brazzaville                                                              | Rep. del Congo                                                           | 1 – 1                                                                    | Sudafrica                                                                | Qual. Coppa d'Africa 2025                                                | -                                                                        | 69’                                                                      |
| 15-11-2024                                                               | Kampala                                                                  | Uganda                                                                   | 0 – 2                                                                    | Sudafrica                                                                | Qual. Coppa d'Africa 2025                                                | 1                                                                        | 46’                                                                      |
| 19-11-2024                                                               | Città del Capo                                                           | Sudafrica                                                                | 3 – 0                                                                    | Sudan del Sud                                                            | Qual. Coppa d'Africa 2025                                                | -                                                                        | 79’                                                                      |
| 21-3-2025                                                                | Polokwane                                                                | Sudafrica                                                                | 2 – 0                                                                    | Lesotho                                                                  | Qual. Mondiali 2026                                                      | -                                                                        | 66’                                                                      |
| 25-3-2025                                                                | Abidjan                                                                  | Benin                                                                    | 0 – 2                                                                    | Sudafrica                                                                | Qual. Mondiali 2026                                                      | -                                                                        |                                                                          |
| Totale                                                                   |                                                                          | Presenze                                                                 | 36                                                                       |                                                                          | Reti                                                                     | 3                                                                        |                                                                          |

## Palmarès

### Club

#### Competizioni nazionali
- Campionato sudafricano: 8

Mamelodi Sundowns: 2017-2018, 2018-2019, 2019-2020, 2020-2021, 2021-2022, 2022-2023, 2023-2024, 2024-2025
- Coppa di Lega sudafricana: 1

Mamelodi Sundowns: 2019
- Coppa del Sudafrica: 1

Mamelodi Sundowns: 2019-2020

### Competizioni internazionali
- CAF Champions League: 1

Mamelodi Sundowns: 2016
- Supercoppa CAF: 1

Mamelodi Sundowns: 2017